# Копальня Лінді-Джамбо
Копальня Лінді-Джамбо — гірничодобувне підприємство на півдні Танзанії, за півтори сотні кілометрів на північний захід від міста Мтвара.
Копальня Лінді-Джамбо має щорічно продукувати 40 тисяч тонн концентрату графітових пластівців із чистотою 95 %, для чого в її складі запроєктували збагачувальну фабрику, що має переробляти до 300 тисяч тонн руди на рік при рівні вилучення з неї графіту у 85 %. Видобуток ведеться відкритим способом.
Першу партію концентрату відправили споживачам у червні 2024 року. Плановий термін діяльності копальні визначений у 24 роки.
Головною статтею витрат копальні є електроенергія. У нормальному режимі вона має отримувати живлення від загальної мережі, проте у складі обладнання також є резервна дизель-генераторна станція потужністю 4 МВт.
Проєкт реалізувала австралійська компанія Walkabout Resources.